# ジャヤプラ
ジャヤプラ（インドネシア語: Kota Jayapura）は、インドネシア共和国パプア州の州都である。ニューギニア島中北部にあり、ヨス・スダルソ湾に面する。面積は935.92平方キロメートルで、人口は2014年時点で約31.6万人である。西にジャヤプラ県、南にケーロム県、東にパプアニューギニア、北に太平洋に面する。

## 概要
ジャヤプラはインドネシア領ニューギニアで最大の都市である。センタニ湖の近くにセンタニ空港がある。高速道路が国境近くのスコウを経由して、国境の向こうのヴァニモに繋がっている。ジャヤプラと西のサルミを鉄道で繋ぐ計画がある。更に伸ばしてマノクワリやソロン（共に西パプア州）まで繋ぐ計画もある。この計画は2030年までに完了する予定である。

## 歴史

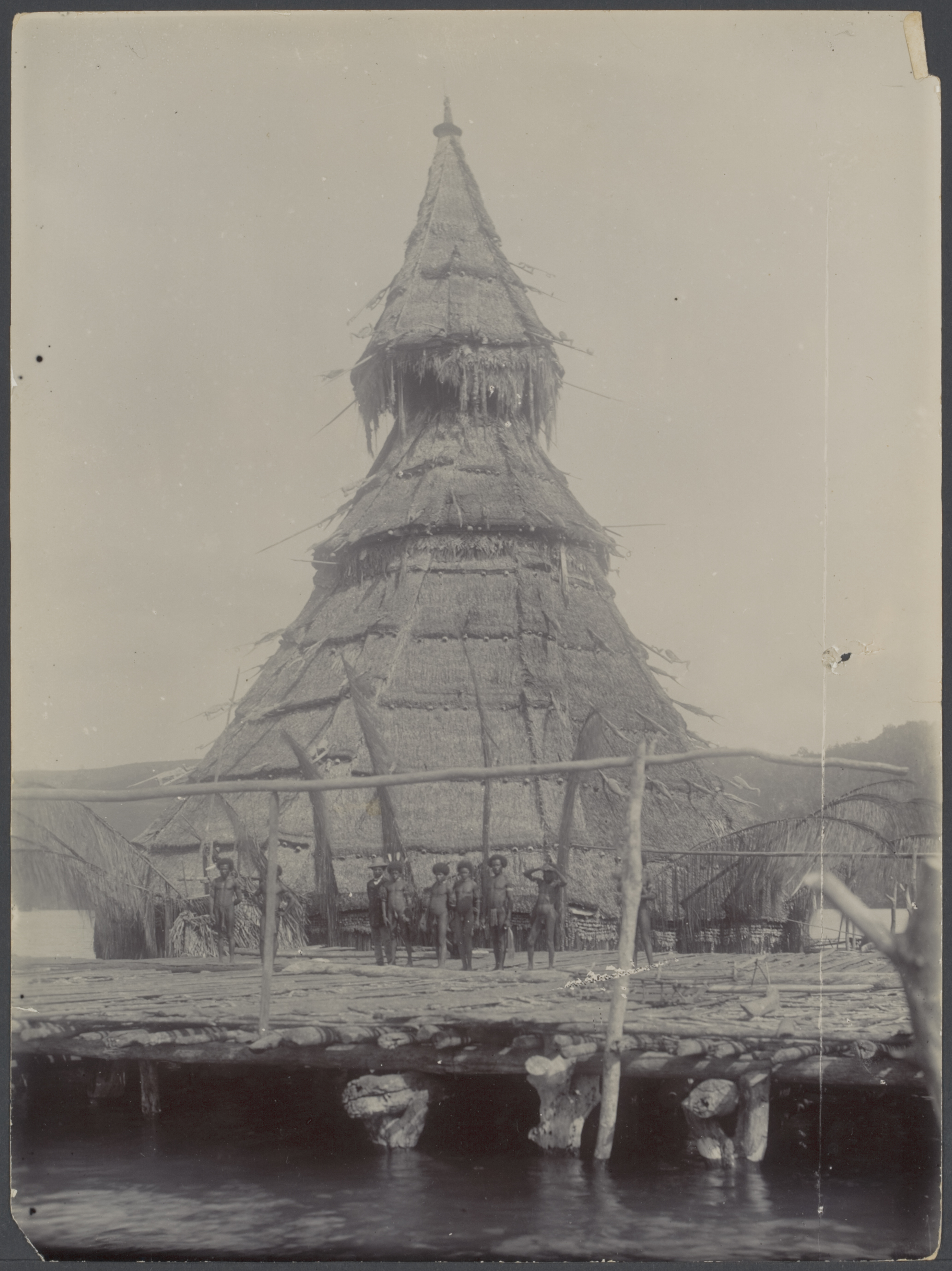
ジャヤプラの南、メトゥ・デビ島のトバティ族の集会所(シボガの探検)

オランダに征服される前は、この土地は「ヌンバイ」として知られていた。
1897年～1905年の間が最も貿易が盛んだった。香辛料やキャッサバ、魚の塩漬け、風鳥が取引された。ヌンバイの社会はオンドアフィ(族長)が率いた。1800年代は、ヌンバイはテルナテ王国と関係を築いた。
1909年9月28日、ヌンバイ川河口のフンボルト湾にオランダ海軍が現れた。彼らの任務は、ニューギニア島北部を組織的に探検し、オランダとドイツの自然国境を探すことだった。川沿いに築かれた彼らの宿営地はKloofkampと呼ばれ、現在もジャヤプラの古い地区に名が残っている。宿営地を造るために40本のココナッツの木が伐り倒された。木はオランダの通貨と交換された。
1910年3月7日、オランダ国旗が掲げられ、「ホーランディア」と改名された。湾の反対側にはドイツの宿営地があったが、現在はインドネシア領の無人地帯になっている。ホーランディアはニューギニア島西部の東北部の名でもある。1962年までこの名が使われた。
1942年、オランダ領ニューギニア北部を日本軍が占領した。太平洋戦争中には激戦地となった。1944年当時、ここは旧日本軍の拠点で一時は陸海軍計約14,000人の兵士がいた。1944年4月21日、南西太平洋方面連合軍司令官ダグラス・マッカーサー大将率いる連合軍が上陸し、ホーランジアの戦いが発生した。激戦の末、日本軍は敗走した。ホーランディアの失陥は絶対国防圏の一角が崩れたことを意味していた。マッカーサーはここを1945年のフィリピン攻略の足がかりとした。20以上の米軍基地が建てられ、50万人以上のアメリカ兵がここを通過した。太平洋戦争終戦後、ホーランディアはオランダ領ニューギニアの首都とされた。
1962年10月1日、国際連合の管理下でインドネシア語のコタバル（インドネシア語: Kota Baru）に改称された。
1963年5月1日、インドネシアに統治が移ってもその名称は引き継がれた。それからスカルノ大統領にちなんでスカルナプラ（インドネシア語: Sukarnapura）と再改称されて1968年末までそう呼ばれたが、翌年に再々改称されて現在の名称になった。
1998年、1998年パプアニューギニア地震で発生したアイタペ津波で被災した。

## 気候
| ジャヤプラの気候                                                                                  | ジャヤプラの気候 | ジャヤプラの気候 | ジャヤプラの気候 | ジャヤプラの気候 | ジャヤプラの気候 | ジャヤプラの気候 | ジャヤプラの気候 | ジャヤプラの気候 | ジャヤプラの気候 | ジャヤプラの気候 | ジャヤプラの気候 | ジャヤプラの気候 | ジャヤプラの気候 |
| 月                                                                                                | 1月              | 2月              | 3月              | 4月              | 5月              | 6月              | 7月              | 8月              | 9月              | 10月             | 11月             | 12月             | 年               |
| ------------------------------------------------------------------------------------------------- | ---------------- | ---------------- | ---------------- | ---------------- | ---------------- | ---------------- | ---------------- | ---------------- | ---------------- | ---------------- | ---------------- | ---------------- | ---------------- |
| 日平均気温 °C （°F）                                                                              | 27.1 (80.8)      | 26.9 (80.4)      | 27 (81)          | 27.1 (80.8)      | 27.1 (80.8)      | 26.9 (80.4)      | 26.4 (79.5)      | 26.6 (79.9)      | 26.9 (80.4)      | 27.2 (81)        | 27.3 (81.1)      | 27.2 (81)        | 27 (81)          |
| 降水量 mm （inch）                                                                                | 319.5 (12.579)   | 248.3 (9.776)    | 266.4 (10.488)   | 220.8 (8.693)    | 172.1 (6.776)    | 165.3 (6.508)    | 127.6 (5.024)    | 132.6 (5.22)     | 154.8 (6.094)    | 184.1 (7.248)    | 179 (7.05)       | 227.4 (8.953)    | 2,397.9 (94.406) |
| 平均降雨日数 （≥0.1）                                                                             | 17.6             | 17.5             | 19.2             | 17.6             | 14.1             | 12.9             | 13               | 12.8             | 13.3             | 14.7             | 15.6             | 17.3             | 185.6            |
| % 湿度                                                                                            | 80.2             | 81.2             | 80.8             | 80.7             | 81.1             | 79.9             | 81               | 80.3             | 79.1             | 80.1             | 79.8             | 80.5             | 80.4             |
| 平均月間日照時間                                                                                  | 390.6            | 353.1            | 387.5            | 375              | 384.4            | 372              | 384.4            | 384.4            | 372              | 387.5            | 378              | 390.6            | 4,562.5          |
| 平均日照時間                                                                                      | 12.6             | 12.5             | 12.5             | 12.5             | 12.4             | 12.4             | 12.4             | 12.4             | 12.4             | 12.5             | 12.6             | 12.6             | 12.5             |
| 出典：https://www.weatherbase.com/weather/weather.php3?s=602338&cityname=Jayapura-Papua-Indonesia |                  |                  |                  |                  |                  |                  |                  |                  |                  |                  |                  |                  |                  |

## 姉妹都市
- タワウ、マレーシア
- ソンクラー、タイ王国
- プエルト・プリンセサ、フィリピン
- サンホセ、コスタリカ